# 赫克瑟姆 (英國國會選區)
赫克瑟姆（英語：Hexham），英國國會一郡選區，包括英格蘭東北部諾森伯蘭郡西南部。始設於1885年。
選區早期是自由黨的選區，自1924年以來支持保守黨。在2010年大選中蓋·歐柏曼以43.2%選票勝出該區，使本區成為當年東北英格蘭兩個保守黨選區之一。